# سراف‌ها
سرافیم (عبری: שְׂרָפִים مفرد שָׂרָף یونانی: σεραφείμ)، نام گروهی از فرشتگان در یهودیت و مسیحیت است. معنی لغوی سرافیم به معنی سوزندگان است و معنی لغوی آن با مار یکی است. یک آیه در کتاب اشعیا (۶:۱–۸) بیان می‌کند که سرافیم فرشتگانی ۶ بال هستند که عرش خداوند را طواف کرده و فریاد می‌زنند مقدس مقدس مقدس. این صحنه عرش خداوند و تکرار واژه مقدس تأثیر زیادی در دین و فرهنگ داشته‌است. تأثیر آن در بسیاری کتاب‌ها و آثار هنری مربوط به فرشتگان دیده می‌شود. سرافیم در کتاب انوش و مکاشفه یوحنا نیز مورد اشاره قرار می‌گیرند. بر اساس متون یهودی سرافیم پنجمین مرتبه فرشتگان از ده مرتبه کلی آنان است؛ ولیکن بر اساس متون مسیحی سرافیم بالاترین مرحله فرشتگان است.

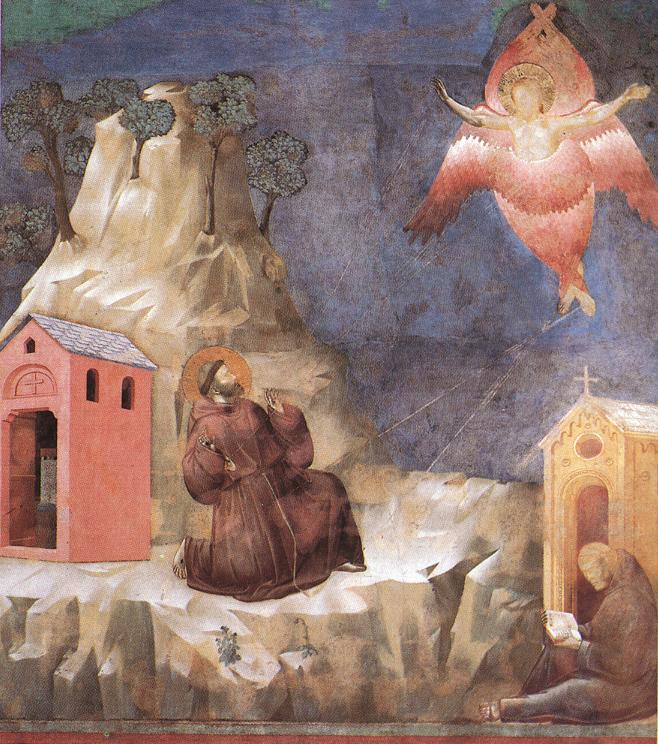
رویای سنت فرانسیس از سرافیم

## ریشه
لغت سرافیم سه بار در تورات و ۴ بار در کتاب اشعیا مورد اشاره قرار می‌گیرد. اشعیا از این لغت به‌طور مشابهی از لغت مار استفاده کرده‌است. رؤیای اشعیا تنها جایی است که به‌طور مستقیم به صورت فرشتگان مورد توصیف قرار می‌گیرند. سرافیم به صورت فرشته ۶ بال هستند که دو بال صورت آنان را می‌پوشاند و دو بال پاهای آن‌ها را می‌پوشاند و با دو بال دیگر پرواز می‌کنند. سرافیم در کنار عرش خداوند پرواز کرده و فریاد می‌زنند مقدس مقدس مقدس است یهوه و تمامی زمین از ابهت او پر شده‌است. سپس سرافیم اشعیای نبی را با قرار دادن زغال بر روی لبانش طاهر می‌کنند. در تورات سرافیم به‌طور مشخص فرشته نیستند و دیدگاه فرشته نسبت به آنان از متون بعدی ناشی شده‌است. سرافیم در کتاب انوش نیز مورد اشاره قرار گرفتند و موجوداتی هستند که مانند چروبیم در کنار عرش خداوند قرار دارند.

## در کابالا
در کابالا سرافیم فرشتگان دنیای بریا هستند و دلیل آتش آنان دوری از دنیای آتزیلوت و نور الهی است. به وسیله این سوختن آنان به خداوند نزدیکتر می‌شوند. در مرحله پایینتر از آنان دنیای یتزیرا قرار دارد که حیوط که فرشتگان رؤیای حزقیال هستند خداوند را ستایش می‌کنند.